# Chan Peng Soon
Chan Peng Soon (født 27. april 1988 i George Town), er en malaysisk badmintonspiller.
Han vandt olympisk sølv i mixed double i forbindelse med de olympiske badmintonturneringer 2016 i Rio de Janeiro.